# Sistema Andino de Integración
El Sistema Andino de Integración (SAI) es el conjunto de órganos e instituciones de la Comunidad Andina que tiene como finalidad profundizar la integración subregional andina y promover su proyección externa. 

## Organismos que lo conforman
Los órganos e instituciones que forman parte del Sistema Andino de Integración fueron creados, en su mayoría, en los diez primeros años del proceso de integración andino.  Dichos órganos e instituciones se rigen por el Acuerdo de Cartagena, y por sus respectivos tratados constitutivos y sus protocolos modificatorios. Al entrar en vigencia el Protocolo de Trujillo, la institucionalidad andina adquirió su estructura actual. Ahora, la conducción del proceso está a cargo del Consejo Presidencial Andino y el Consejo Andino de Ministros de Relaciones Exteriores.
Los órganos e instituciones que están articulados en el Sistema Andino de Integración son los siguientes:

### Organizaciones de dirección y coordinación
- Consejo Presidencial Andino
- Consejo Andino de Ministros de Relaciones Exteriores
- Comisión de la Comunidad Andina

### Organizaciones e instituciones comunitarias
- Secretaría General de la Comunidad Andina
- Tribunal de Justicia de la Comunidad Andina
- Parlamento Andino, órgano deliberante del SAI
- Fondo Latinoamericano de Reservas
- Organismo Andino de Salud - Convenio Hipólito Unanue
- Universidad Andina Simón Bolívar
- Convenio Simón Rodríguez

### Instancias de participación
- Consejo Consultivo Empresarial Andino
- Consejo Consultivo Laboral Andino
- Consejo Consultivo de Pueblos Indígenas
- Consejo Consultivo Andino de Autoridades Municipales

### Instancias asesoras
- Comité Andino Agropecuario
- Comité Andino de Autoridades de Promoción de Exportación
- Comité Andino de Asuntos Aduaneros
- Comité Andino de Estadísticas
- Comité Técnico Andino de Sanidad Agropecuaria - COTASA
- Grupo de Expertos Ad Hoc Gubernamentales en Defensa Comercial
- Comité Andino Ad Hoc de Defensa de la Libre Competencia
- Autoridades Gubernamentales Ad Hoc Competentes en Materia de Origen
- Comité Del Convenio Automotor
- Comité Andino de Normalización, Acreditación, Ensayos, Certificación, Reglamentos Técnicos y Metrología
- Grupo de Expertos Gubernamentales para la Armonización de Legislación Sanitaria (Sanidad Humana)
- Comité Andino de Organismos Normativos y Organismos Reguladores de Servicios de Electricidad (CANREL)
- Comité Andino de Infraestructura Vial
- Comité Andino de Autoridades de Transporte Terrestre (CAATT)
- Comité Andino de Autoridades Aeronáuticas (CAAA)
- Comité Andino de Autoridades de Transporte Acuático (CAATA)
- Comité Andino de Autoridades de Telecomunicaciones (CAATEL)
- Comité Andino de Industrias Culturales
- Comité Andino Ad Hoc de Propiedad Intelectual.
- Comité Andino de Servicios e Inversión
- Comité Andino de Patrimonio Cultural Material e Inmaterial
- Comité Andino de Autoridades de Migración (CAAM)
- Comité Andino de Autoridades en Seguridad Social, Seguridad y Salud en el Trabajo
- Comité Andino de Titulares de Organismos de Cooperación Internacional de La Comunidad Andina (CATOCI)
- Comité Andino Ad Hoc de Minera Ilegal (CAMI)
- Comité Andino Ad Hoc de Prevención de Desastres (CAPRADE)

## Reuniones de Representantes
Los Representantes de las instituciones que conforman el SAI se reúnen de manera ordinaria al menos una vez al año y, en forma extraordinaria, cada vez que lo solicita cualquiera de sus integrantes. 
Dichas reuniones son convocadas y presididas por el presidente del Consejo Andino de Ministros de Relaciones Exteriores. La Secretaría General de la Comunidad Andina actúa como Secretaría de la Reunión. 

## Otros organismos
Las siguientes instituciones no pertenecen al Sistema Andino de Integración, pero desarrollan actividades vinculadas al mismo.
- Asociación de Empresas de Telecomunicaciones de la Comunidad Andina -ASETA-
- Comisión Andina de Juristas
- Consejo Andino de Ciencia y Tecnología -CACYT-
- Convenio Andrés Bello
- Observatorio Andino
- Organización Internacional del Trabajo - Equipo Técnico Países Andinos
- Red Andina de Información Sanitaria Agropecuaria, SANINET
- Red de Información Judicial Andina (RIJ-Andina)